# Григорьев, Иван Александрович
Иван Александрович Григорьев (1921 — 1993) — горный инженер, руководитель предприятий угольной промышленности Луганской области, генеральный директор «Луганскуголь» (1965—1983).

## Биография
Родился 21 марта 1921 года в семье рабочего. Из села Поповка Краснолиманского района Донецкой области в 1933 году семья Григорьевых переехала на шахты Горского. Здесь в 1941 году И. А. Григорьев начал работать горным мастером на шахте № 1-2 «Горская».
Весной 1942 года призван в действующую армию, воевал на Южном, Сталинградском, 4-м Украинском фронтах. Член ВКП(б) с 1945 года.
В 1946 году окончил курсы техников Лисичанского горного техникума. Работал начальником участка, начальником шахты «Гидро-Иван» в «Первомайскугле».
В 1952 году окончил Высшие инженерные курсы (ВИК) при Донецком индустриальном институте. После этого два года в должности начальника шахты № 2 «Северная» в «Краснодонугле» — здесь зародилось мамаевское движение под девизом: «Каждым рабочим бригады — одну тонну угля сверх сменной нормы».
Десять лет (1954—1964) во главе треста «Лисичанскуголь», где за организацию скоростной проходки горных выработок в 1964 г. удостоен Ленинской премии. С мая 1964 по 1965 г. — начальник Госгортехнадзора УССР по Ворошиловградской области.
После ухода С. А. Саратикянца в МУП УССР заместителем министра И. А. Григорьев назначается на его место начальником комбината «Ворошиловградуголь» и работает в этой должности по февраль 1983 года, пройдя все пути реорганизации комбината из «большого» в Стаханове до производственного объединения с переездом в Луганск.

## Прочее
15 мая 1966 года Указом Президиума Верховного Совета СССР за успешное выполнение семилетнего плана добычи угля, внедрение новой техники, достижение высоких темпов проведения подготовительных выработок комбинат «Луганскуголь» награжден орденом Ленина.
Высокие темпы выдерживали шахты объединения под руководством И. А. Григорьева и в последующие годы. За годы десятой пятилетки (1976—1980) добыча по «Ворошиловградуглю» была на уровне 11-12 млн тонн в год, с перевыполнением установленных планов. Количество комплексно-механизированных забоев увеличилось в 2 раза. В год строилось 30—40 тыс. квадратных метров жилья, большое количество соцкультобъектов, шахтерские поселки благоустраивались.
Избирался членом бюро Ворошиловградского обкома КПУ, членом ЦК КПУ, был делегатом XXIII—XXV съездов КПСС. В 1965 году защитил диссертацию на соискание ученой степени кандидата технических наук.
Был в загранкомандировке в США и Испании, с делегацией в Польше и Англии на Международной конференции горняков, в Турции — на Международном горном конгрессе

## Награды
Награжден орденами Ленина, Октябрьской Революции, тремя орденами Трудового Красного Знамени, многими медалями «Шахтерской славой» трех степеней.